# Воден път
Водните пътища са водни басейни, като морета, реки, езера и канали, които са годни за корабоплаване. Те трябва да имат достатъчна дълбочина и ширина, за да позволяват преминаването на плавателни съдове, и течението в тях трябва да бъде с умерена скорост. Ако по дължината на водния път има прегради, като бързеи или водопади, трябва да има изградени съоръжения за тяхното заобикаляне, като шлюзове или корабоподемници.